# جويل د. هيك
جويل د. هيك (بالإنجليزية: Joel D. Heck)‏ هو عالم عقيدة أمريكي، ولد في 1 أكتوبر 1948 في سيوارد في الولايات المتحدة.

## وصلات خارجية
- الموقع الرسمي